# Lamellocepheus genavensis
Lamellocepheus genavensis är en kvalsterart som först beskrevs av Sandór Mahunka 1993.  Lamellocepheus genavensis ingår i släktet Lamellocepheus och familjen Nosybeidae. Inga underarter finns listade i Catalogue of Life.